# Anacropora pillai
Anacropora pillai е вид корал от семейство Acroporidae.

## Разпространение и местообитание
Видът е разпространен в Австралия, Индонезия, Малайзия, Папуа Нова Гвинея, Сингапур, Соломонови острови, Тайланд и Филипини.
Среща се на дълбочина около 42 m.

## Описание
Популацията на вида е намаляваща.